# 熊山インターチェンジ
熊山インターチェンジ（くまやまインターチェンジ）は、岡山県赤磐市可真下にある美作岡山道路のインターチェンジである。

## 道路
- 美作岡山道路（岡山県道79号佐伯長船線）

## 接続する道路
- 岡山県道403号町苅田熊山線

## 沿革
佐伯ICまでの区間4.3kmが2006年（平成18年）2月22日に開通し、美作岡山道路としては初めての供用区間になった。
- 2006年（平成18年）2月22日 - 佐伯ICまでの延長4.3kmが開通する。
- 2019年（平成31年）3月24日 - 瀬戸ICまでの3.7kmが開通する[1]。

## 隣
美作岡山道路
佐伯IC - 熊山IC - 瀬戸IC